# Jakub Krč
Jakub Krč (sinh ngày 2 tháng 9 năm 1997) là một cầu thủ bóng đá Slovakia hiện tại thi đấu cho FK Senica ở vị trí tiền vệ.

## Sự nghiệp câu lạc bộ

### FK Senica
Krč ra mắt tại Fortuna Liga cho FK Senica ngày 10 tháng 4 năm 2015 trước MŠK Žilina.